# Andrés Dorantes de Carranza
Pour les articles homonymes, voir Carranza.
Andrés Dorantes de Carranza, capitaine espagnol, né en 1500 à Béjar dans la province de Salamanque et mort en 1550, fils de Pablo Dorantes.
Ainsi que la majorité des jeunes Espagnols de l'époque qui misaient leurs fortunes dans le Nouveau Monde, Andrés Dorantes de Carranza s'embarqua en 1527 en tant que capitaine dans l'expédition de Pánfilo de Narváez pour la Floride.
La flotte prit la mer à Sanlúcar de Barrameda, le 17 juin 1527, avec cinq navires et six cents hommes commandés par Narváez. Après que la flotte fut entrée dans le Golfe du Mexique, une tempête la fit naufrager près d'une île située au large de Galveston.
Les seuls rescapés du naufrage furent l'officier Álvar Núñez Cabeza de Vaca, les deux capitaines Alonso del Castillo Maldonado et Andrés Dorantes de Carranza, ainsi que l'esclave maure de ce dernier, Estevanico. Comme il est rapporté dans son livre Naufrages, après un long pèlerinage, Núñez Cabeza de Vaca et ses compagnons arrivèrent en 1536 à la ville qui est maintenant Culiacán à Sinaloa. Après avoir entendu que des naufragés espagnols étaient arrivés sur ses terres, le gouverneur de la Nouvelle-Galice, Nuño Beltrán de Guzmán leur fournit des chevaux et des vêtements et en informa le Vice-roi de Nouvelle-Espagne Antonio de Mendoza.
Une fois qu'Antonio de Mendoza apprit l'histoire des naufragés, il invita Andrés Dorantes à assister à une expédition dans les territoires qu'ils avaient visités. Dorantes déclina l'offre mais recommanda à Estevanico de participer au voyage d'exploration en tant que guide. Ce fut là le dernier adieu du maître et de son esclave.
Andrés Dorantes essaya ensuite de rentrer en Espagne mais le mauvais état du bateau et le temps forcèrent son navire à retourner au port de Veracruz. Il décida alors de rester en Nouvelle-Espagne où il se maria à deux reprises.

## Source
- (es) Cet article est partiellement ou en totalité issu de l’article de Wikipédia en espagnol intitulé « Andrés Dorantes de Carranza » (voir la liste des auteurs).